# RYR1
گیرندهٔ ۱ ریانودین (انگلیسی: Ryanodine receptor 1) که با نام مجرای آزادسازی کلسیم ماهیچهٔ اسکلتی هم شناخته می‌شود، یک پروتئین است که در انسان توسط ژن «RYR1» کُدگذاری می‌شود و بیشتر در ماهیچه اسکلتی یافت می‌شود. علت نامگذاری این گیرنده، وجود سمی گیاهی به همین نام است.

## اهمیت بالینی
جهش در ژن «RYR1» با افزایش احتمال بروز هیپرترمی بدخیم، چشم‌فلجی بیرونی و «میوپاتی خوش‌خیم مادرزادی» مرتبط است.

## برای مطالعهٔ بیشتر
- Treves S, Anderson AA, Ducreux S, Divet A, Bleunven C, Grasso C, Paesante S, Zorzato F (October 2005). "Ryanodine receptor 1 mutations, dysregulation of calcium homeostasis and neuromuscular disorders". Neuromuscular Disorders. 15 (9–10): 577–87. doi:10.1016/j.nmd.2005.06.008. PMID 16084090.